# Kömmerling (Unternehmen)
Kömmerling bezeichnet zwei verschiedene Unternehmen am selben Standort in Pirmasens. Keimzelle war die 1897 gegründete Kömmerling OHG, die später in die Kömmerling Chemische Fabrik GmbH und die Gebrüder Kömmerling GmbH (heute: als profine GmbH Kömmerling Kunststoffe Teil der profine GmbH) aufgeteilt wurden
Die Kömmerling Chemische Fabrik GmbH gehörte seit dem Jahr 2000 zur ADCO Global Inc. und ist ein Hersteller von Kleb- und Dichtstoffen.

## Geschichte
Im Jahr 1897 gründete Karl Kömmerling den Handelsbetrieb Kömmerling OHG. Das Unternehmen belieferte die damals stetig wachsende Schuhindustrie mit Klebstoffen (wie Weizenkleber, Zwickleim und Celluloidkleber). Bereits wenige Jahre später begann Kömmerling mit der eigenständigen Entwicklung und Fertigung von Klebstoffen. 1949 stellte die Firma den weltweit ersten Kontaktklebstoff auf Basis von Synthetikkautschuk her. Im Jahr 1952 wurden die Kunststoffwerke Gebrüder Kömmerling GmbH gegründet. Kunststoffe gewannen – nicht nur im Schuhbereich – immer mehr an Bedeutung.
Nach dem Zweiten Weltkrieg begann Kömmerling mit dem Export seiner Kleb- und Kunststoffe sowie dem Aufbau ausländischer Standorte. So entstanden im Jahr 1954 Werke in Frankreich und Brasilien. Im gleichen Jahr startete Kömmerling die Gründung des Bereiches „Technische Klebstoffe“ und die Entwicklung der Produktfamilie „Körapox“. Drei Jahre später produzierte man die ersten extrudierten Kunststoffteile. 1967 begann die Produktion von Kunststoff-Fensterprofilen. 1969 stellte Kömmerling als erstes Unternehmen ein primerloses Dichtstoffsystem auf Polysulfidbasis für den Isolierglas-Randverbund vor.
Ab den 80er-Jahren wurden weitere Werke gebaut: 1986 in Frankreich, 1989 in Italien, 1992 in Spanien, 1995 in der Volksrepublik China und schließlich 1996 in den USA. 1995 wurde die Kömmerling Chemische Fabrik GmbH als eine der ersten Hersteller von Kleb- und Dichtstoffsystemen nach international anerkannter Qualitätsmanagementnorm ISO 9001 zertifiziert.
Ende des Jahres 1999 meldete das gesamte Unternehmen Insolvenz an. Ein Teil des Unternehmens, die Kömmerling Chemische Fabrik GmbH, wurde 2000 Teil der ADCO Global Inc. (Raleigh (North Carolina)); gleichzeitig wurde die Europazentrale von ADCO Global an den Standort Pirmasens verlegt. ADCO verfügte damit weltweit über sieben Standorte in Amerika, Europa und Asien mit mehr als 700 Beschäftigten. Der andere Teil – die Gebrüder Kömmerling GmbH – wurde in die HT Troplast AG (ab 2003 Profine) integriert.
2003 übernahm die Kömmerling Chemische Fabrik GmbH den Produktionsbereich Isolierglasdichtstoffe von Chemetall in Langelsheim und verfügt seither über zwei Produktionsstandorte in Deutschland.
Im Juni 2013 gab die Mutterfirma ADCO Global bekannt, dass ihr Besitzer – die Aurora Capital Group – ADCO und damit auch Kömmerling an die Investmentgesellschaft Arsenal Capital Partners (New York) verkauft habe. Zum 19. Juni 2015 erwarb die Investmentgesellschaft American Securities (New York City) ADCO Global Inc. von Arsenal Capital Partners.
Seit Ende Oktober 2017 ist die Kömmerling Chemische Fabrik GmbH Teil des US-amerikanischen Klebstoffkonzerns H.B. Fuller.

## Zahlen und Fakten
Kömmerling beschäftigte am Standort Pirmasens im Jahr 2011 durchschnittlich 330 Mitarbeiter. Kömmerling stellt an seinen beiden deutschen Standorten jährlich ca. 60.000 Tonnen Klebstoffe her und hatte 2011 einen Jahresumsatz von 135,5 Mio. €. Der Gewinn in Höhe von 8,1 Mio. € wurde an den Mutterkonzern abgeführt.